# 異丙苯法
異丙苯法是化學工業上製備苯酚與丙酮的一種方法。它的優點在於將原料苯和丙烯轉化為更有價值的苯酚與丙酮。當中使用的其他原料是少量催化劑、少量產生自由基的化合物與可以來自空氣的氧氣。
總體的化學反應總括如下：

## 步驟
原料與親電催化劑（磷酸，H3PO4）在30倍標準大氣壓與250攝氏溫標下被加壓。苯通過傅-克反應與丙烯加成為異丙苯。
異丙苯在微碱的環境下被產生自由基的化合物（R·）帶走唯一的三級氫原子；並氧化成異丙苯自由基（以黑點表示）。
異丙苯自由基與氧氣共價結合為過氧化氫異丙苯自由基；該自由基然後從另一個異丙苯分子取得氫原子而變為異丙苯氫過氧化物。這另一個異丙苯分子則因為失去三級氫原子而演化為另一個過氧化氫異丙苯自由基。隨後的連鎖反應不斷製作過氧化氫異丙苯與過氧化氫異丙苯自由基。這一步驟使用5倍標準大氣壓令過氧化氫異丙苯保持液態。
過氧化氫異丙苯於酸（例如硫酸）的環境下水解為苯酚與丙酮。失去水分子的過氧化氫異丙苯演化出電子不足的氧原子。相對電子充足的苯基則與該氧原子重排並演化出較爲穩定的三級碳陽離子；這一個步驟的反應機理類似拜耳－維立格氧化重排反應。
該三級碳陽離子經由與水分子的結合和重排，生出相等份量（莫耳比例）的苯酚與丙酮。
生成物苯酚與丙酮以蒸餾取得。
類似異丙苯法的製備方法可以生成對苯二酚、間苯二酚。

## 變化
由於異丙苯本身作爲一種石油工業產品，可以在第二步直接加入反應。2006年，美國化學會的一份報告指出，當時世界上8千9百萬噸的苯酚可產量中百分之九十七使用經由過氧化氫異丙苯的異丙苯法。
由於不一定需要生成物中相当比例份量的苯酚與丙酮，所以現存有不同方法去適應不同的需求。日本千葉市的三井企業附加一個反應：將生成物之一的丙酮經氫化並脫水製作出原料之一的丙烯。殼牌公司位于美國休斯敦的公司於2004年宣佈的方法混合一定比例的異丙苯與一種正丁苯和異丁苯的混合物為原料。該比例可以隨市場需求調節。另外，該種正丁苯和異丁苯混合物則可以以正丁烯與異丁烯為原料製備，代替當時價格上升的丙烯原料。此種變化的缺點在於最後的生成物除依比例生成的苯酚與丙酮以外，還包括市場需求較低的丁酮。